# Tanytarsus oligotrichus
Tanytarsus oligotrichus är en tvåvingeart som beskrevs av Rempel 1939. Tanytarsus oligotrichus ingår i släktet Tanytarsus och familjen fjädermyggor. Inga underarter finns listade i Catalogue of Life.